# Pilea cadierei
Pilea cadierei (пілея Кад'є) — вид рослини родини кропивові.

## Назва
В англійській мові має назву «алюмінієва рослина» (англ. aluminium plant) через плями металевого кольору на листках.

## Будова
Дводомна трава чи напівкущ до 45 см висоти. Стебло квадратної форми, що дерев'яніє з часом. Строкате листя до 7,5 см  з бордовими жилками мають яскраві сріблясті плями, що утворюють мозаїку. На сонячних місцях листя втрачає своє пістряве забарвлення. Непомітні білі квітки з'являються на верхівках стебел.

## Поширення та середовище існування
Зростає у лісах В'єтнаму.

## Практичне використання
Популярна декоративна рослина, що вирощується як садова та кімнатна. 

## Галерея

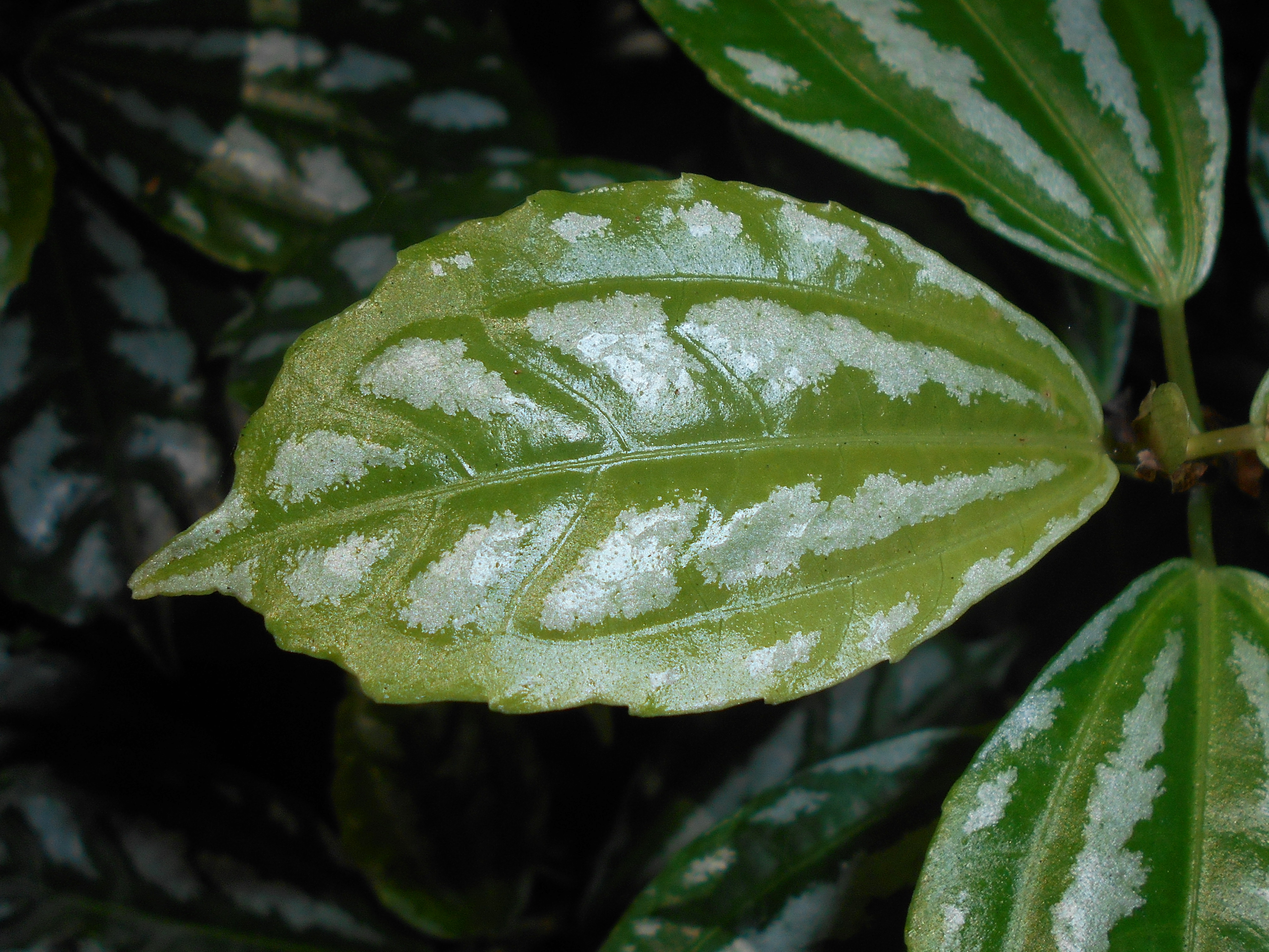
Листя
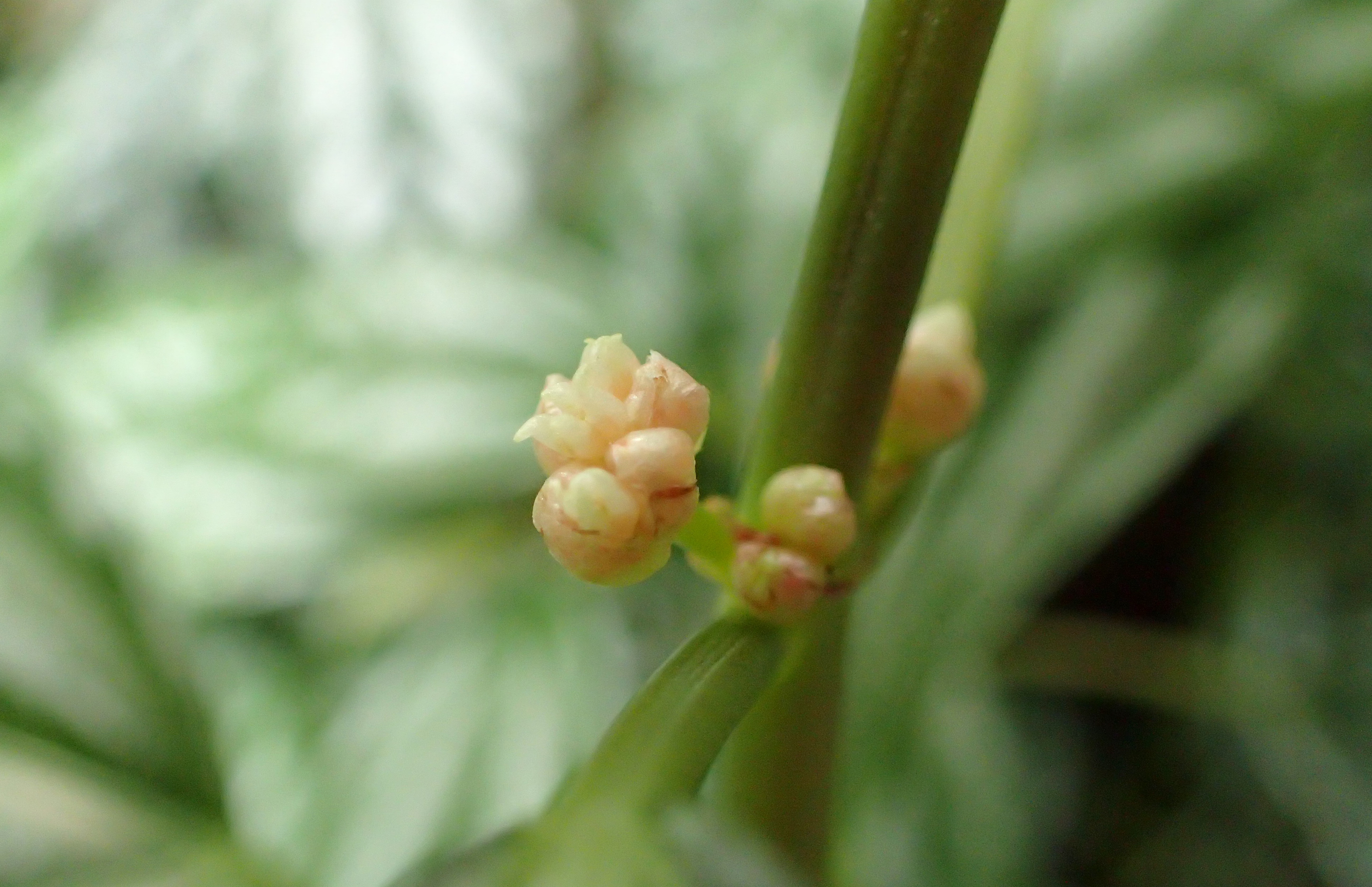
Квіти
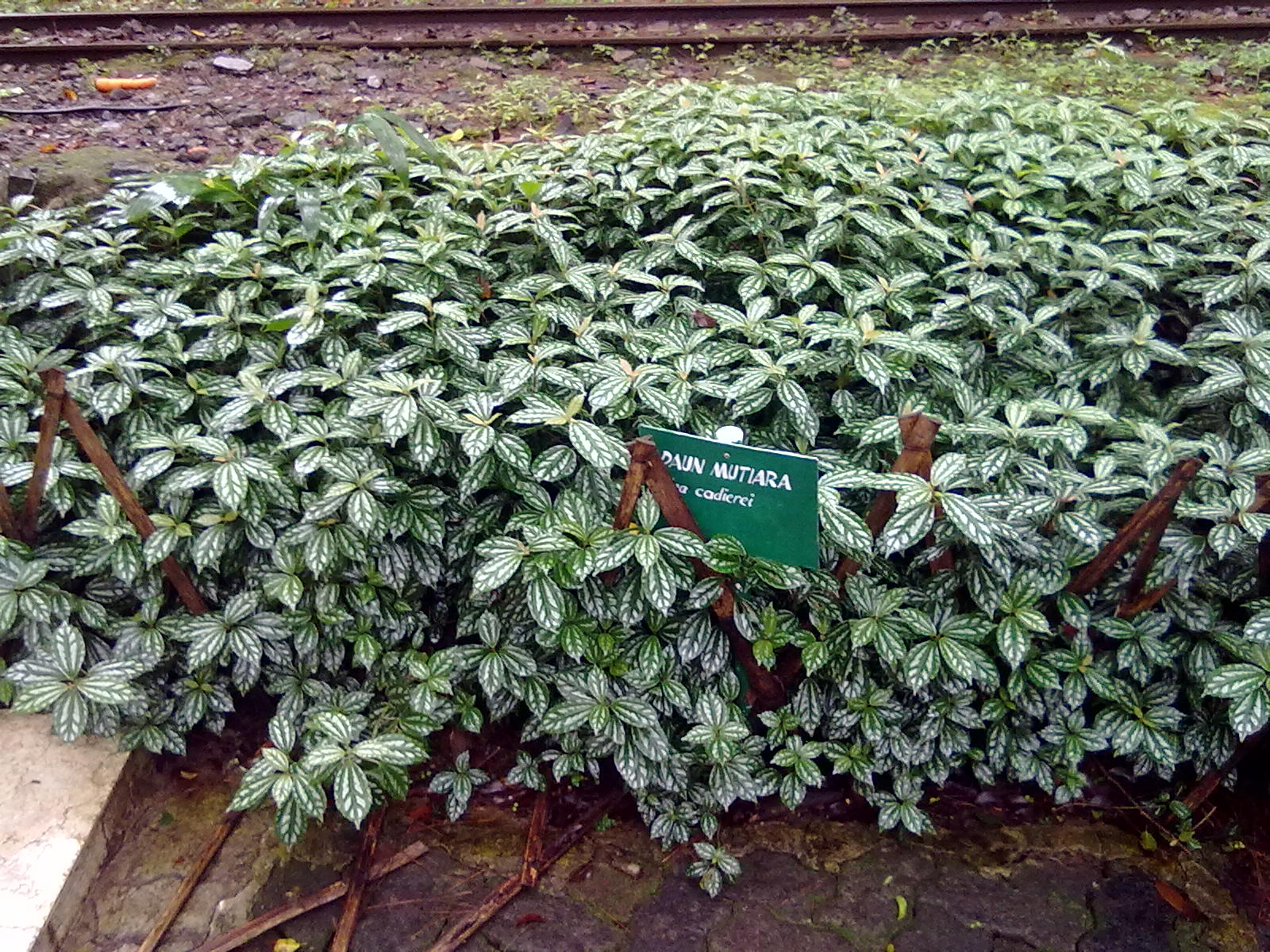
Зарості